# Blott i det öppna
Blott i det öppna är en psalm av Britt G Hallqvist, skriven år 1972.  i Herren Lever 1977  anges att Hallqvists text är efter den danske författaren Johannes Kirkegaard och att den första versen är inspirerad av Andra Korinthierbrevet 12:9. Melodin (C-dur, 2/2) av Olle Widestrand komponerades år 1974 och bearbetades av honom själv år 1980.
Texten blir fri för publicering 2067 och musiken 2088. Psalmen handlar om att det bara är i det öppna det finns en möjlighet att leva fullt och ärligt, att i det instängda och fördolda förtvinar människan. 

## Publicerad i
- Herren Lever 1977 som nummer 834 under rubriken "Vittnesbörd - tjänst".
- Cantarellen 1984 som nummer 7.
- Den svenska psalmboken 1986, 1986 års Cecilia-psalmbok, Psalmer och Sånger 1987, Segertoner 1988 och Frälsningsarméns sångbok 1990 som nummer 90 under rubriken "Vittnesbörd-tjänst-mission".
- Sång i Guds värld Tillägg till Svensk psalmbok för den evangelisk-lutherska kyrkan i Finland 2015 som nummer 938 under rubriken "Framtid och hopp".
- Hela familjens psalmbok 2013 som nummer 152 under rubriken "Alla vi på jorden".[1]